# Ханна, Софи
Софи Ханна (англ. Sophie Hannah; род. 28 июня 1971) — британская поэтесса и романистка, автор детективной литературы. С романом «Эркюль Пуаро и Убийства под монограммой» (2014) официально, с разрешения Agatha Christie Limited, продолжает серию романов об Эркюле Пуаро, персонаже детективных произведений Агаты Кристи.

## Биография
Софи Ханна родилась в Манчестере, Англия. Её отец — академик Норман Герас (1943—2013), а мать — писательница Адель Герас (род. 1944). Софи Ханна посещала начальную школу Beaver Road в Дидсбери и Университет Манчестера. Она опубликовала свою первую книгу стихов «The Hero and the Girl Next Door» в возрасте 20 лет. Её стиль часто сравнивают с легким стихом Венди Коуп и сюрреализмом Льюиса Кэрролла. Сюжеты её стихов тяготеют к личным, использующим классические рифмованные схемы с заниженным остроумием, юмором и теплотой. Она опубликовала пять сборников поэзии в издательстве Carcanet Press. В 2004 она была названа одним из поэтов следующего поколения общества книги поэзии. Её стихи изучаются на выпускных экзаменах (включая «Rubbish at Adultery» и «Your Dad Did What?») и Общем сертификате об образовании (GCE).
С 1997 по 1999 год она была коллегой по творческому искусству в Тринити-колледже, Кембридж, а с 1999 по 2001 год — младшим научным сотрудником Вольфсон-колледжа, Оксфорд.
Ханна также является автором книги для детей и нескольких романов о психологических преступлениях. Её первый роман, «Little Face», был опубликован в 2006 году и разошёлся тиражом более 100 000 экземпляров. Её пятый криминальный роман «Идея Фикс» был опубликован в Великобритании 17 февраля 2011 года. В 2010 году её роман «Полужизни» («The Other Half Lives») вошёл в шорт-лист премии «Книга года» по версии независимых книготорговцев. Её роман «Маленькое личико» в 2008 году был номинирован на Дублинскую литературную премию.
Её роман 2008 года «The Point of Rescue» был выпущен для телевидения как двухчастная драма «Case Sensitive» и показан 2 и 3 мая 2011 года в сети ITV Великобритании. В нём снимается Оливия Уильямс в главной роли Чарли Зэйлер и Даррен Бойд в роли Саймона Уотерхауса. Первый показ собрал 5,4 миллиона зрителей. 12 и 13 июля 2012 года была показана экранизация второго романа, так же состоящая из двух частей.
Софи Ханна живёт с мужем и двумя детьми в Кембридже.

## Эркюль Пуаро[6]
О готовящемся новом романе об Эркюле Пуаро первым сообщило англоязычное издание The Guardian осенью 2013 года, отметив, что сам роман должен быть издан в сентябре 2014. На тот момент книга ещё не имела названия.
Права на использование известного персонажа в новой книге были получены у наследников Агаты Кристи, в частности, у внука писательницы, Мэтью Причарда. Ханна представила им и издательству «Харпер Коллинз» стостраничный план произведения. Как заявила писательница, она думала над одним детективным сюжетом около двух лет, но не могла придумать, как адаптировать его к современной жизни, и тогда решила, что хочет сделать главным героем своего романа Эркюля Пуаро.
Софи Ханна отметила, что постарается обращаться с персонажем Кристи как можно бережнее:
Я рассматриваю каждое написанное Агатой Кристи слово почти как священное писание, так что постараюсь не допускать особых вольностей. Например, Пуаро точно не будет кататься на роликах.
Действие романа «Эркюль Пуаро и Убийства под монограммой» происходило между «Тайной „Голубого поезда“» (1928) и «Загадкой Эндхауза» (1932). Лучший друг Пуаро капитан Гастингс был заменен на инспектора Скотленд-Ярда Эдварда Кетчпула.
В настоящий момент Ханна издала еще три романа о Пуаро: «Эркюль Пуаро и Шкатулка с секретом» (2016), «Тайна трех четвертей» (2018), «The Killings at Kingfisher Hill» (2020, не переведён).